# Walter Edmond Clyde Todd
Walter Edmond Clyde Todd (W. E. Clyde Todd; * 6. September 1874 in Smithfield, Ohio; † 25. Juni 1969 in Beaver, Pennsylvania) war ein US-amerikanischer Ornithologe und Kurator am Carnegie Museum of Natural History.

## Herkunft und Schulzeit
Sein Vater William Todd war seit 1868, das Jahr, in dem er seinen Abschluss am Allegheny College machte, Lehrer. Seine Mutter hieß Isabella Todd. Walter Edmond Clyde war der älteste von drei Kindern. Am Tag der Geburt war der Vater Direktor an der öffentlichen Schule von Smithfield. 1877 zog die Familie nach Ohio River Town, da der Vater eine Arbeit an der Fakultät des Beaver College in Glenside anfing. Im Jahr 1891 schloss Walter Edmond Clyde Todd an der Beaver High School ab. Wenige Monate besuchte er auch das Geneva College in Beaver Fall. Wegen seines an der Beaver High School erworbenen soliden Lateins und seiner Griechisch-Kenntnisse fungierte er sein Leben lang als klassischer Berater für seine Kollegen am Carnegie-Museum.
Mit nur dreizehn Jahren publizierte er seinen ersten Artikel im The Oologist über die Beaver Landvögel. Mit vierzehn Jahren sammelte er einen Magnolien-Waldsänger, den er präparieren lassen wollte. Doch der Vogel erreichte den Präparator bedingt durch einen Unfall so zerrupft, dass dieses Vorhaben scheiterte. Trotzdem ließ Todd es sich nicht nehmen, einen Artikel über den Vogel zu schreiben und an Dr. Clinton Hart Merriam an die Abteilung Economic Ornithology and Mammalogy des Landwirtschaftsministerium der Vereinigten Staaten in Washington, D.C. zu senden. Der Bericht wurde trotz fehlendem Präparat von Merriam akzeptiert.
1907 ehelichte er Leila E. Eason. Sie verstarb im Jahre 1927.

## Todd als Wissenschaftler
Während seiner wissenschaftlichen Karriere bekam er auch mindestens zwei Angebote für eine Stelle eines Honorarprofessors im Raum Pennsylvania, die er aber mit dem Hinweis auf sein begrenztes Wissen ablehnte. Todd sandte viele Präparate und Berichte nach Washington, für die er auch Geld bekam. Schon vor seinem Abschluss fragte Todd bei Merriam und Joel Asaph Allen am American Museum of Natural History an, ob nicht eine Position für einen jungen unerfahrenen Ornithologen offen sei. Er bekam von beiden eine Absage. Charles Bendire (1836–1897) wollte ihm die Idee sogar ausreden, indem er ihm schrieb, dass man mit Ornithologie kein Geld verdienen könne.
So nahm er zunächst ein Stipendium am Geneva College an. Zwischenzeitlich überlegte er eine Karriere bei Pennsylvania Railroad zu beginnen. Doch er verwarf den Plan schnell, als ihm Walter Bradford Barrows (1855–1923) ein Job mit dreimonatiger Probezeit an der Abteilung Economic Ornithology and Mammalogy anbot. Im Oktober 1891 begann er seinen ersten Job mit dem Sortieren, Etikettieren und Katalogisieren der Sammlung aufkeimender in Alkohol gelegter Vogelmägen. Albert Kenrick Fisher (1856–1948) führte Todd schließlich am Smithsonian Institution ein. Hier lernte er Frederic Augustus Lucas und sein Idol Robert Ridgway kennen. Von seinem Freund Edward Alexander Preble (1871–1957) lernte er das Handwerk der Tierpräparation. Todd bestand seine Probezeit. Obwohl unabkömmlich, kehrte für einige Zeit nach Pennsylvania zurück und führte auf eigene Faust Feldforschungen durch.
Das Resultat erschien in seiner Publikation Birds of western Pennsylvania. 1892 nahm er erstmals an einer Sitzung der American Ornithologists’ Union teil, bei der er seit 1890 Mitglied war. Bei der Sitzung präsentierte er ein Papier über die Vögel seiner Heimat. Todd lebte weiter in Washington und unternahm gelegentliche Trips in die Heimat. 1895 plante er zwei Reisen, eine für sich und eine für seinen jungen Assistenten William Henry Phelps. Es wurde eine lebenslange Freundschaft. Phelps besuchte Todd jährlich am Carnegie Museum, um mit ihm die Avifauna Venezuelas zu diskutieren.
Am 18. Mai 1896 starb Todds Vater. Todd wurde dadurch gezwungen, mit seinem Geld die Familie zu unterstützen, anstatt es in die Ornithologie zu investieren. Im gleichen Jahr folgte ein Wechsel der Abteilung Economic Ornithology and Mammalogy ins Bureau of Biological Survey. Außerdem erkrankte er im September 1896 an Malaria. Zur Erholung durfte er in seine Heimat.
Während eines Treffens der Pennsylvania Society for Ornithology hörte er erstmals von der Carnegie Library in Pittsburgh, die gerade eine Museumsabteilung gründete. Die Position des Direktors ging an William Jacob Holland und die Position, die er sich selbst erhofft hatte, an seinen Freund Samuel Nicholson Rhoads. Todd bot sich Holland als freier Mitarbeiter für das Museum an. Dieser akzeptierte das Angebot. Todd lieferte seine gesammelten Tiere an Thaddeus Surber.
Als Roads kündigte, bewarb sich Todd erneut und wurde im April 1899 Assistent von Holland. Sein Interessengebiet verlagerte sich von Pennsylvania auf die Labrador-Halbinsel und andere Teile Kanadas. So publizierte er 1963 Birds of the Labrador penisula and ajacent areas. Nach einigen Jahren am Carnegie Museum wurden dem Museum viele neotropische Vögel geliefert. Auch wenn er die Tropen nie besuchte, entstanden hieraus zahlreiche mehr oder weniger umfangreiche Publikationen. Zusammen mit Melbourne Armstrong Carriker schrieb er 1922 The birds of the Santa Marta region Colombia. Des Weiteren publizierte er Werke über Vögel von den Bahamas und die Kieferninsel.

## Erstbeschreibungen
Er ist Erstbeschreiber einiger Papageienarten und Unterarten:
- Santa-Marta-Rotschwanzsittich (Pyrrhura viridicata) (1913)
- Argentinien-Grünwangen-Rotschwanzsittich (Pyrrhura molinae australis) (1915)
- Jaraquiel-Sittich (Pyrrhura subandina) (1917)
- Unterart des Rotzügelsittich (Pyrrhura caeruleiceps) (1947)
- Mato-Grosso-Grünwangen-Rotschwanzsittich (Pyrrhura molinae sordida) (1947)
- Palmarito-Grünwangen-Rotschwanzsittich (Pyrrhura molinae restricta) (1947).
- Unterart des Grünbürzel-Sperlingspapagei (Forpus passerinus cyanophanes) (1915)
- Unterart des Tovisittich (Brotogeris jugularis exsul) (1917)
- Unterart des Rostkappenpapagei (Pionites leucogaster xanthurus) (1925)
- Unterart des Dunenkopfpapagei (Pionus sordidus antelius) (1947)
- Unterart des Dunenkopfpapagei (Pionus sordidus saturatus) (1915)

Weitere Arten, die Todd beschrieb, sind der Amazonas-Strauchtyrann (Sublegatus obscurior) (Todd, 1920) und der Toddameisenfänger (Herpsilochmus stictocephalus) (Todd, 1927).

## Ehrungen
Für seine Arbeit The birds of the Santa Marta region Colombia zusammen mit Melbourne Armstrong Carriker erhielt er die William-Brewster-Medaille der A.O.U., der er bereits im Jahre 1916 beigetreten war. Er war der erste Fellow der A.O.U. der 1967 eine zweite Brewster-Medaille für sein 1963 erschienenes Werk Birds of the Labrador Peninsula and adjacent areas: a distributional list bekam. Trotz gesundheitlicher Probleme hielt er 1965 eine bewegende Rede zum siebzigjährigen Bestehen der A.O.U.
Outram Bangs und Thomas Edward Penard beschrieben zu Ehren Todds eine Unterart der Rötelkopftangare (Tangara gyrola toddi), Kenneth Carroll Parkes 1969 eine Unterart des Hochlandkardinals (Piranga flava toddi) und Carl Eduard Hellmayr 1924 eine Unterart des Silberameisenschnäppers (Sclateria naevia toddi). Der dänische Ichthyologe Stenholt Clausen widmete Todd 1966 das wissenschaftliche Taxon eines zur Gattung der Eierlegende Zahnkarpfen gehörenden Fisches mit dem Namen Callopanchax toddi, der auch im englischen Trivialnamen Todd's panchax Eingang fand.
Carduelis magellanica toddornis Wolters, 1949 wird heute als Synonym zur Magellanzeisig-Unterart (Spinus magellanicus longirostris (Sharpe, RB, 1888)), Passerina cyanoides toddi Paynter & Storer, 1970 als Synonym zur Stahlkardinal-Unterart (Cyanoloxia cyanoides caerulescens (Todd 1923)) und Myiarchus toddi Chapman, 1923 als Synonym zum Rußkappen-Schopftyrann (Myiarchus phaeocephalus Sclater, PL, 1860) betrachtet.
Weitere englische Trivialnamen sind Todd's Antwren für den Toddameisenfänger, Todd's Scrub-Flycatcher für den Amazonas-Strauchtyrann (Sublegatus obscurior) (Todd, 1920) und Todd's Goose für eine Unterart namens Todds Kanadagans (Branta canadensis interior) (Todd, 1938).

## Werke
- Walter Edmond Clyde Todd, Willis W. Worthington: A contribution to the ornithology of the Bahama Islands, Annals of the Carnegie Museum, 1911
- Arnold Edward Ortmann, Herbert Osborn, John Brooks Henderson, Thomas Barbour, Walter Edmond Clyde Todd: Contributions to the natural history of the Isle of Pines, Cuba, Board of trustees of the Carnegie institute, 1917
- Walter Edmond Clyde Todd, Melbourne Armstrong Carriker: The birds of the Santa Marta region of Colombia: a study in altitudinal distribution, Carnegie Institute, 1922, Band 14 von Annals of the Carnegie Museum, Ausgabe 111 von Publications of the Carnegie Museum
- Walter Edmond Clyde Todd, George Miksch Sutton: Birds of western Pennsylvania, Univ. of Pittsburgh Press, 1940
- Herbert Friedmann, junior, Walter Edmond Clyde Todd: A study of the gyrfalcons with particular reference to North America, The Willson Bulletin, 59, 1947
- The birds of Erie and Presque Island, Erie county, Pennsylvania, Carnegie Institute, 1904
- The mammal and bird fauna of Beaver County, Pennsylvania, History of Beaver County, 1904
- A new warbler from the Bahama Islands, Washington Biological Society, Band 22, 1909
- Two new woodpeckers from Central America, Washington Biological Society, Band 23, 1910
- The Bahaman species of Geothlypis, The Auk, 28, 1911
- Descriptions of Seventeen new Neotropical Birds, VIII, No. 2, 1912
- A Revision of the Genus Chaemepelia, Annals of the Carnegie Museum, VIII, 1913
- Preliminary diagnoses of apparently new birds from tropical America. In: Proceedings of the Biological Society of Washington. Band 26, 1913, S. 169–174 (biodiversitylibrary.org).
- Preliminary diagnoses of apparently new South American birds. In: Proceedings of the Biological Society of Washington. Band 28, 1915, S. 79–82 (biodiversitylibrary.org).
- The birds of the Isle of Pines, Pittsburgh, 1916
- On Dysithamnus mentalis and its allies, Bulletin of the American Museum of Natural History, Band 35, 1916
- Preliminary diagnoses of apparently new birds from Colombia and Bolivia. In: Proceedings of the Biological Society of Washington. Band 30, 22. Januar 1917, S. 3–6 (biodiversitylibrary.org).
- Sixteen new birds from Brazil and Guiana. In: Proceedings of the Biological Society of Washington. Band 38, 15. Juli 1925, S. 91–100 (biodiversitylibrary.org).
- A New Song Sparrow from Virginia. In: The Auk. Band 41, Nr. 1, 1924, S. 147–148 (englisch, sora.unm.edu [PDF; 96 kB]).
- A study of the neotropical finches of the genus Spinus, Annals of the Carnegie Museum, Band 27, 1926
- Five new Manakins from South America, Biological Society of Washington, 41, 1928
- List of types of birds in the collection of the Carnegie Museum, Carnegie Institute, 1928
- A revision of the wood-warbler genus Basileuterus and its allies, United States National Museum, Band 74, Band 77, 1929
- Critical Notes on the Neotropical Trushes. In: Proceedings of the Biological Society of Washington. Band 44, 29. Juni 1931, S. 47–54 (biodiversitylibrary.org).
- New South American Wrens. In: Proceedings of the Biological Society of Washington. Band 45, 2. April 1932, S. 9–14 (biodiversitylibrary.org).
- New South American Birds, Annals of the Carnegie Museum, Vol. 25, 1937
- Eastern races of the Ruffed Grouse, The Auk, 57, 1940
- List of the Tinamous in the collection of the Carnegie Museum, Annals of the Carnegie Museum, 29, 1942
- List of the hummingbirds in the collection of the Carnegie Museum, Annals of the Carnegie Museum, 29, 1942
- Critical remarks on the races of the Sharp-tailed Sparrow, Annals of the Carnegie Museum, 29, 1942
- Blue-winged Warbler in Schenley Park, Cardinal, 6, 1943
- Critical remarks on the trogons, Biological Society of Washington, 56, 1943
- Two new birds from tropical America, Biological Society of Washington, 56, 1943
- Critical remarks on the toucans, Biological Society of Washington, 56, 1943
- The western element in the James Bay avifauna, Canadian Field-Naturalist, 57, 1943
- Studies in the jacamars and puff-birds, Annals of the Carnegie Museum, 30, 1943
- Avifaunal changes in western Pennsylvania, Ruffed Grouse, 1, 1944
- Ungava and the Barren Grounds, Carnegie Magazine, 19, 1945
- A new gnatcatcher from Bolivia, Biological Society of Washington, 59, 1946
- Critical notes on the woodpeckers, Annals of the Carnegie Museum, 30, 1946
- Further note on the Ramphastos ambiguus of Swainson, Biological Society of Washington, 60, 1947
- The case of the Yellow Warbler, The Auk, 64, 1947
- A new name for Bonasa umbellus canescen, The Auk, 64, 1947
- New South American parrots, Annals of the Carnegie Museum, 30, 1947
- The Venezuelan races of Piaya cayana, Biological Society of Washington, 60, 1947
- Two new South American pigeon, Biological Society of Washington, 60, 1947
- Two new owls from Bolivia, Biological Society of Washington, 60, 1947
- Notes on the birds of southern Saskatchewan, Annals of the Carnegie Museum, 30, 1947
- New South American Parrots. In: Annals of the Carnegie Museum. Band 30, 1947, S. 331–338 (biodiversitylibrary.org).
- Systematics of the White-crowned Sparrow, Biological Society of Washington, 61, 1948
- A new booby and a new ibis from South America. In: Proceedings of the Biological Society of Washington. Band 61, 30. April 1948, S. 49–50 (biodiversitylibrary.org).
- Critical remarks on the wood-hewers, Annals of the Carnegie Museum, 31, 1948
- Critical remarks on the oven-birds, Annals of the Carnegie Museum, 31, 1948
- The odyssey of the Robin, Carnegie Magazine, 22, 1949
- Nomenclature of the White-fronted Goose, Condor, 52, 1950
- A northern race of Red-tailed Hawk, Annals of the Carnegie Museum, 31, 1950
- A new race of Hudsonian Chickadee, Annals of the Carnegie Museum, 31, 1950
- Critical notes on the cotingas, Biological Society of Washington, 63, 1950
- Two apparently new oven-birds from Colombia, Biological Society of Washington, 63, 1950
- The northern races of Dendrocolaptes certhia, Journal of the Washington Academy of Sciences, 40, 1950
- New tyrant flycatchers from South America, Annals of the Carnegie Museum, 32, 1952
- Edmund Arthur's ornithological work, Ruffed Grouse, 3, 1952
- My indelible memory of Bird Rock, Carnegie Magazine, 26, 1952
- A taxonomic study of the American dunlin (Erolia alpina subspp.), Journal of the Washington Academy of Sciences, 43, 1953
- Further taxonomic notes the White-crowned Sparrow, The Auk, 70, 1953
- A new gallinule from Bolivia, Biological Society of Washington, 67, 1953
- Taxonomic comment on races of Leach Petrel of the Pacific Coast, Condor, 57, 1955
- Acadian Flycatcher, a new bird for British Columbia, Condor, 59, 1957
- The Newfoundland race of the Gray-cheeked Thrush, Canadian Field-Naturalist, 72, 1958
- Review of Pennsylvania birds. An annotated list, by Earl L. Poole, The Auk, 83, 1966
- Birds of the Buffalo Creek region, Armstrong and Butler Counties, Pennsylvania: including the Todd Sanctuary area, Audubon Society of Western Pennsylvania, 1972
- Birds of the Labrador Peninsula and adjacent areas: a distributional list, Carnegie Museum, 1980, ISBN 978-0-931130-06-9